# Utricularia tetraloba
Utricularia tetraloba — вид рослин із родини пухирникових (Lentibulariaceae).

## Біоморфологічна характеристика
U. tetraloba — дуже дрібний хижий реофіт. Суцвіття-стебла піднімаються до 1,5–6 см у висоту і мають білі віночки. Вид харчується за допомогою пасток на листкових рахізах і столонах. Ймовірно, він однорічний.

## Середовище проживання
U. tetraloba зареєстровано з Гвінеї та Сьєрра-Леоне. У Гвінеї він зареєстрований з південного нагір'я Фута Джаллон (поблизу Кіндії, поблизу Маму і гори Бенна). У Сьєрра-Леоне він зареєстрований у національному парку півострова Західна область поблизу Фрітауна та немисливському заповіднику гір Лома в Північній провінції.
Зростає на повільних мілководдях глибиною до 2 см, прозорих водоймах на голих скельних поверхнях; на висотах від 100 до 700 метрів. Рослині потрібне повне сонячне світло і велика кількість опадів (2–4 м опадів на рік).